# Lopatina
Lopatina (del ruso: Лопатина) es un jútor del raión de Kushchóvskaya del krai de Krasnodar, en Rusia. Está situado 7 km al norte de Kushchóvskaya y 182 km al norte de Krasnodar, la capital del krai. Tenía 127 habitantes en 2010
Pertenece al municipio Kushchóvskoye. 